# Artem Fedec'kyj
Artem Andrijovyč Fedec'kyj (in ucraino Артем Андрійович Федецький?; Novovolyns'k, 26 aprile 1985) è un ex calciatore ucraino, di ruolo difensore.

## Carriera

### Club
Durante la sua carriera ha giocato con varie squadre di club, tra cui lo Šachtar, che il 19 giugno 2009 lo ha ceduto in prestito al Karpaty fino al 2010.

### Nazionale
Viene convocato per gli Europei 2016 in Francia.

## Palmarès

### Club

#### Competizioni nazionali
- Supercoppa d'Ucraina: 1

Šachtar: 2008
- Coppa UEFA: 1

Šachtar: 2008-2009